# Conflito de 2002–2003 no Departamento de Pool
O conflito de 2002–2003 no Departamento de Pool foi um conflito militar entre o governo da República do Congo e a milícia rebelde Ninja, que durou de 2002 a 2003. Iniciou em março de 2002, quando confrontos entre a milícia Ninja e o governo expulsaram milhares de civis de suas casas. Em 12 de março de 2003, foi relatado pela Comissão Europeia que o conflito havia deixado 200.000 pessoas "vulneráveis e deslocadas". O conflito terminou em 17 de março de 2003, quando o governo e os rebeldes assinaram um cessar-fogo.

## Antecedentes
A milícia Ninja e outras milícias estavam se desmobilizando e se reintegrando por algum tempo após o fim da Guerra Civil na República do Congo (1997–1999). Em 19 de julho de 2001, um novo programa chamado Haut Commissariat pour le Demobilisiation et Reinsertion des exCombatant foi criado para reintegrar aproximadamente 9.000 ex-combatentes de três milícias, incluindo os Ninjas. Para ajudar no esforço, o programa iniciou negociações com os Ninjas para ajudar a aumentar os esforços de desarmamento e reintegração no distrito de Pool.
Tudo correu sem problemas até 21 de março de 2002, quando o líder Ninja Frédéric Bintsamou encerrou as negociações durante uma conferência de imprensa com o Alto Comissário, o Ministro Michel Ngakala. Esta rescisão poderia ter sido equivalente a uma declaração de guerra, mas a República do Congo todavia aumentou sua pressão militar contra a região de Pool.

## Eventos
Os combates em Pool começaram no final de março de 2002, quando milicianos ninjas atacaram várias posições militares governamentais na região. Os Ninjas alegaram que o ataque foi provocado quando descobriram os planos do governo para prender seu líder, Frédéric Bintsamou.
Depois que os Ninjas supostamente atacaram um trem em 2 de abril de 2002, o governo reduziu a capacidade das agências humanitárias de acessar a região e iniciou uma resposta armada contra os Ninjas. Esta escalada levou ao deslocamento interno de 75.000 pessoas e a um número desconhecido de mortes. Devido aos bombardeios militares ocorridos durante esse período, o Programa das Nações Unidas para o Desenvolvimento (PNUD) não pôde apoiar a reintegração dos ex-combatentes originalmente solicitada pelo governo. Em 14 de junho, uma batalha em um aeroporto em Brazzaville resultou na morte de 100 pessoas.
Em dezembro de 2002, o governo iniciou uma prática chamada "corredores humanitários", onde permitia que milicianos ninjas deixassem o distrito de Pool e se reintegrassem. Entre junho e dezembro de 2002, o Hospital Militar de Brazzaville registrou 262 feridos internados, dos quais 121 eram civis e 141 militares.
O conflito terminou com um cessar-fogo assinado em 17 de março de 2003.

## Violação dos direitos humanos
De acordo com testemunhas, as forças  governistas lançaram ataques de helicóptero contra aldeias habitadas na região de Pool, matando e ferindo "um número desconhecido de civis" com disparos indiscriminados de foguetes e metralhadoras. Também alegaram que homens uniformizados estavam estuprando mulheres e jovens sendo sequestrados de campos de deslocados internos. Além disso, houve muita destruição de casas em propriedades em Pool.